# Cherrytree Records
Cherrytree Records er et amerikansk pladeselskab. Cherrytree var et brand hos Interscope Records indtil den 30. juni 2012.

## Kunstnere hos Cherrytree Records
- Christine Fan
- Colette Carr
- Cover Drive
- Deap Vally
- Ellie Goulding
- Far East Movement
- Feist
- Jessie Ware
- Junior Caldera
- Keane
- La Roux
- Marianas Trench
- Matthew Koma
- Michael Kiwanuka
- Mt. Desolation
- Natalia Kills
- Nero
- Reema Major
- Robyn
- Sting
- The Feeling
- The KnuX
- The Police
- Tokio Hotel
- We Are Serenades

## Tidligere kunstnere hos Cherrytree Records
- Cinema Bizarre
- Die Antwoord
- Flipsyde
- Frankmusik
- Japanese Voyeurs
- Lady Gaga
- Lindi Ortega
- LMFAO
- Mohombi
- Noah And The Whale
- Space Cowboy
- The Fratellis
- Tommy Sparks
- Yuksek